# 대신여객 (안성시)
대신여객(大信旅客)은 경기도 안성시에 연고를 둔 평택시의 옛 시외버스 회사였다. 본사는 경기도 안성시에 위치해 있었고, 사업자 등록은 경기도 평택시로 되어있었다.

## 주요 연혁
- 1964년: 삼일운수(三一運輸)라는 상호로 회사 설립
- 1987년: 삼일운수에서 안성운수(安城運輸)로 사명을 변경하였다.
- 1990년: 안성운수에서 대신여객(大信旅客)으로 사명을 변경하였다.
- 1998년: 폐업

## 과거 운행노선
시외완행버스
- ● 3번
- ● 5번
- ● 5-1번
- ● 평택-안성-장호원-여주 간 노선 (구간에 따라 노선이 상이)

시외직행버스
- 안성~수원
- 안성~서울남부